# Дзюблик Павло Володимирович
Павло́ Володи́мирович Дзю́блик (нар. 18 вересня 1979, смт Черняхів, Житомирська область) — український політичний діяч, голова Черняхівської райдержадміністрації (квітень — листопад 2014).

## Біографічні відомості
Навчався у Житомирському державному університеті імені Івана Франка (вчитель математики, фізики). Працював менеджером у зв'язках з громадськістю видавництва «Бліц-інформ» у м. Києві, вчителем фізики та інформатики Черняхівської загальноосвітньої школи, відповідальним секретарем, редактором районної газети «Нове життя», а також майстром БМР ТОВ «Хорос» (м. Київ).
Депутат Житомирської обласної ради від ВО «Батьківщина» (2010–2014).
На парламентських виборах 2014 р. кандидат у народні депутати України від виборчого округу № 66, партія «Народний фронт».
Голова підкомітету з питань лісових ресурсів, об'єктів тваринного та рослинного світу, природних ландшафтів та об'єктів природно-заповідного фонду Комітету Верховної Ради з питань екологічної політики, природокористування та ліквідації наслідків Чорнобильської катастрофи.